# يغمر بن عيسى
يغمر بن عيسى بن العكبري (؟؟؟ - 508هـ أو 509هـ/1114م أو 1115م) هو أمير وأديب وشاعر من دمشق عاش في القرن الخامس الهجري.

## سيرته
لا يُعرَف الكثير عن تفاصيل حياته، غير أنَّه اشتهر في دمشق، وهو من أصل تركي، ومن أمراء دمشق المعروفين بالشجاعة. والاسم «يغمر» مأخوذ عن التركيَّة «يغمور» بمعنى مطر. أجاد يغمر نظم الشعر وكتابة الرسائل الأدبيَّة. ومن أعماله المشهورة رسالة أدبيَّة نقلها عنه عماد الدين الأصفهاني. تُوفِّي يغمر بن عيسى في سنٍّ مبكرة في سنة 508هـ أو 509هـ.